# Momoria misella
Momoria misella är en insektsart som beskrevs av Carl Stål 1864. Momoria misella ingår i släktet Momoria och familjen dvärgstritar. Inga underarter finns listade i Catalogue of Life.